# Tieleman Vuurman
Tieleman Cornelis Vuurman (ur. 22 czerwca 1899 w Rotterdamie, zm. 11 sierpnia 1991 w Amsterdamie) – holenderski strzelec, olimpijczyk. Syn strzelca Uilke Vuurmana.
Wystąpił na Letnich Igrzyskach Olimpijskich 1936 w jednej konkurencji, którą był karabin małokalibrowy leżąc z 50 m. Zajął w niej 60. pozycję wśród 66 startujących zawodników. 

## Wyniki

### Igrzyska olimpijskie
| Igrzyska    | Konkurencja                       | Wynik    | Miejsce | Źródło |
| ----------- | --------------------------------- | -------- | ------- | ------ |
| Berlin 1936 | Karabin małokalibrowy leżąc, 50 m | 282 pkt. | 60      | [ 1 ]  |